# Parabola del lievito

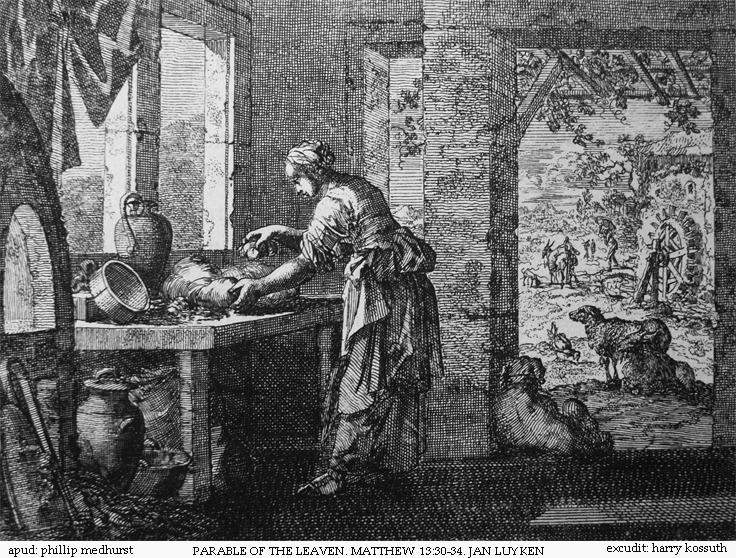
Incisione di Jan Luyken illustrante la parabola del lievito. Dalla Bibbia Bowyer.

La parabola del lievito, o parabola della fermentazione, appartiene alla cosiddetta serie delle parabole del Regno attribuite a Gesù e conservate nel Vangelo secondo Matteo (13,33), nel Vangelo secondo Luca (13,20-21) e nel Vangelo di Tommaso (96).

## Fonti
La parabola è assente dal Vangelo secondo Marco, da cui gli altri due vangeli sinottici sarebbero stati derivati.
Il Vangelo secondo Matteo descrive Gesù che si siede in riva al mare; all'arrivo della folla è costretto a salire su una barca e pronunciare da là diverse parabole, tra cui quella del lievito:
(Vangelo secondo Matteo, 13,33)
Il Vangelo secondo Luca presenta Gesù che insegna in una sinagoga di sabato; dopo aver scacciato un demone da una donna ed essersi confrontato con il capo della sinagoga riguardo al rispetto del sabato, Gesù continua a rivolgersi agli ascoltatori:
(Vangelo secondo Luca, 13,20-21)
La parabola è riportata anche dal Vangelo di Tommaso:
(Vangelo di Tommaso, 96)
Secondo il Jesus Seminar, il testo di questa parabola è uno dei più autentici dei vangeli di Matteo e di Luca: in termini di probabilità ad esso viene assegnato il valore di certezza di 65%.

## Esegesi della parabola
La similitudine del lievito (o della fermentazione), utilizzato nella preparazione del pane, è usata da Gesù per raffigurare il Regno dei Cieli che sta per trasformare il mondo. Le donne di quell'epoca preparavano il pane in casa. La fermentazione della pasta, per indicare una qualità del Regno, era pertanto di facile comprensione sia per gli apostoli che per gli ascoltatori. Oggi comincia ad avere bisogno di spiegazione perché l'effetto del lievito non viene osservato direttamente. 
Senso immediato: L'annuncio di Gesù, e pertanto anche quello fatto dal discepolo, nella società e nella storia, è ed ha "buona crescita".
La parabola mette in evidenza un forte contrasto. L'espressione: "Il Regno dei Cieli è simile..." fa subito pensare che accada al Regno dei Cieli quello che accade al minuscolo materiale di lievito: il contrasto tra la causa della fermentazione e l'effetto nella pasta fermentata è enorme: dal "minuscolo" annuncio si sviluppa la cristiana comunità, cioè la Chiesa che continua a fare l'annuncio.
La costante esegesi, dai Padri ai nostri giorni, vede nel lievito il Verbo:
Gesù invita gli Apostoli a non temere la grande distanza tra il loro sparuto numero e il mondo a cui devono indirizzarsi poiché la loro trascurabile minoranza conquisterà il mondo con il suo aiuto. La piccola comunità di Gesù si ingrandirà fino ai confini della terra. 
Come il lievito farà fermentare penetrando nell'impasto, diffondendosi e amalgamandosi con gli altri ingredienti, allo stesso modo il Verbo, cioè il Figlio di Dio, si estenderà nella Chiesa e oltre attraverso l'annuncio dei suoi seguaci.
Nell'Antico Testamento il lievito di solito simboleggia il peccato che "fermentando" contamina la massa umana; qui, nella parabola del lievito, invece, esso simboleggia l'annuncio evangelico e lo stesso Verbo che fanno fermentare la massa umana. Evidentemente il lievito nel linguaggio biblico è ambivalente: anche nello stesso Nuovo Testamento. Gesù stesso, infatti, invita i suoi discepoli ad evitare il lievito dei farisei e sadducei ("Guardatevi dal lievito dei Farisei e Sadducei" (Matteo 16,11; Marco 8,15); e in 1Cor. 5,6-8 San Paolo usa la stessa parola per lo stesso concetto.
Il lievito della parabola simboleggia anche altro: che la forza attraente viene dall'esterno dell'impasto, come qualcosa che viene dall'alto, da Dio direttamente, e che la diffusione del Regno è opera di Dio. Al discepolo spetta solo il compito di collaboratore nell'annuncio: il lievito è Dio stesso.